# Handbuch des Schwindels
Das Handbuch des Schwindels, erstmals 1922 in München erschienen, ist ein kritisch-satirisches Buch des Schriftstellers Ewald Gerhard Seeliger, das damals für einiges Aufsehen sorgte. Während das Buch beschlagnahmt wurde, handelte sich sein Autor eine Anklage und die Einweisung in die Irrenanstalt Haar ein. Die Diagnose, die die Psychiater stellten, lautete auf Hypomanie. Seeliger wurde Unzurechnungsfähigkeit (§ 51) bescheinigt, was den Nebeneffekt hatte, dass er künftig keine Steuern mehr zu zahlen brauchte. Er durfte die Anstalt nach sechs Wochen verlassen. Das Gerichtsverfahren wurde nach drei Jahren auf Kosten der Staatskasse eingestellt.
Das eher schmale Werk, das sich augenzwinkernd als Lexikon ausgibt (rund 1.000 Stichworte, von Adam bis Zwist), ist keine Anleitung zum Betrug. Vielmehr deckt der pazifistisch eingeschworene Schriftsteller in bissiger Sprache „Gewaltschwindel“ und „Sperren“ in allen möglichen Formen auf, um seine Leser gegen das Betrogenwerden (um beispielsweise die Freiheit) zu wappnen. Den „Hauptsperrer“ erblickt er im Staat.

## Rezeption
Anlässlich der „Wiederentdeckung“ des Handbuchs des Schwindels im Jahr 1986 wies Wolfgang Harms auf eine formale Ähnlichkeit mit dem Wörterbuch des Teufels des nordamerikanischen Schriftstellers Ambrose Bierce von 1906/1911 hin. Dem Nachwort der Neuausgabe ist nicht zu entnehmen, ob und inwieweit sich Seeliger und sein Freund Richard Dehmel von Bierce inspirieren ließen. Dessen Knappheit hält der deutsche „Feuerreiter der Aufklärung, neben dem die philosophischen Staatskatheder allesamt, husch, in Asche abfallen“, nur streckenweise ein. Für Jörg Drews sind die meisten Artikel des Handbuchs „glänzend“ geschrieben, dabei „voll analytischen Scharfsinns und zugleich voller wortreichem Geschimpfe und hemmungsloser Beredsamkeit; ihre Argumentation ist mäandrierend-assoziativ, die Suada an einigen wenigen Stellen auch vernagelt, aber kaum je wirklich dumm und vor allem nie langweilig.“
Wolfgang Harms bedauert vor allem Seeligers „felsenfesten“ Glauben an die Überlegenheit der deutschen Kultur und Sprache. Henner Reitmeier zeigt sich von Seeligers „Verherrlichung von allem Bäuerlich-Irdischen“ befremdet: „Landbesitz, Landbestellung, Landleben – es ist die reinste Schollenseligkeit.“

## Ausgaben
- Ewald Gerhard Seeliger: Handbuch des Schwindels. Vorwort von Jürgen Lodemann. Nachwort Max Heigl. Frankfurt am Main (Insel Taschenbuch) 1986. ISBN 3-458-32619-7